# José Luis Sánchez Noriega
José Luis Sánchez Noriega (Comillas, 1957) es un historiador del cine y audiovisual y crítico cinematográfico español. Licenciado en Filosofía por la Universidad Pontificia Comillas y Doctor en Ciencias de la Información por la Universidad Complutense. Su tesis doctoral versó sobre el cine de Mario Camus.
Catedrático de Historia del cine de la Universidad Complutense de Madrid, donde imparte cursos específicos de audiovisual en el grado de Historia del Arte y en los Másteres de Arte Contemporáneo y Cultura Visual (UCM-Universidad Autónoma de Madrid y MNCA Reina Sofía), de Teatro y Artes Escénicas (Instituto de Teatro de Madrid-UCM) y de Patrimonio Audiovisual. Historia, recuperación y gestión (UCM). De 2005 a 2018 ha coordinado el Equipo Reseña que publica los anuarios Cine para leer (Ediciones Mensajero, Bilbao), donde se recogen comentarios críticos de la totalidad de películas estrenadas en España. 
Una selección de críticas de cine español se encuentra en la Biblioteca Virtual Miguel de Cervantes  Es miembro de los comités editoriales y/o científicos de las revistas Lecturas: Imágenes, Revista de Poética del Cine (Universidad de Vigo), Imafronte (Universidad de Murcia), Regards (Centre de Recherches Ibériques et Ibéro-Américaines, Universidad La Sorbonne–Paris X) y El Ciervo (Barcelona), así como del Congreso Novela y Cine Negro (Universidad de Salamanca).
Es el investigador principal del proyecto I+D+i RTI2018-095898-B-I00 "Desplazamientos, emergencias y nuevos sujetos sociales en el cine español (1996-2011)" junto a la Dra. Virginia Guarinos. También ha coordinado los proyectos I+D+i HAR 2015-66457-P “Sociedad, democracia y cultura en el cine español de la era socialista (1982-1996)” y I+D+i HAR 2012-32681 “Ideologías, historia y sociedad en el cine español de la transición (1975-1984)”. Ha participado en los proyectos “Ideología, valores y creencias en el “cine de barrio” del tardofranquismo (1966-1975)”, con profesores de varias universidades españolas y francesas, y en el proyecto “Nuevas tendencias del paradigma ficción/no ficción en el discurso audiovisual español (2000-2010”. Dentro de estos proyectos se enmarcan los libros dedicados a dos cineastas relevantes en el cine español: Pedro Almodóvar e Icíar Bollaín.
Entre otros, ha participado como jurado en el Festival de Cine Español de Nantes (Francia)  y en el Costa Rica Festival Internacional de Cine. 

## Publicaciones cinematográficas
Sus publicaciones cinematográficas abarcan diversas áreas. En primer lugar figuran los trabajos recopilatorios, manuales y textos de consulta destinados a estudiantes y a un público que necesite profundizar en su cultura cinematográfica. En esta perspectiva están los siguientes libros:
- anuarios Cine para leer, este anuario es decano de la crítica cinematográfica española, pues ha salido ininterrumpidamente desde 1972, en formato de volumen anual (1972-1999) y de un volumen semestral, de 2000 a 2018;
- el manual Historia del Cine (Madrid, Alianza, 2006 y 2018), vigente en una veintena de universidades como libro de referencia y reeditado varias veces;
- el proyecto Historia del Cine en películas que ofrece una panorámica del cine contemporáneo en las cinco últimas décadas (1960-2010) a través del análisis de doscientas películas de cada decenio;
- las monografías sobre el mundo del trabajo en el cine (Desde que los Lumière filmaron a los obreros), publicada con ocasión del primer centenario del cinematógrafo, y el cine negro norteamericano (Obras maestras de cine negro) con filmografías selectas. Una aportación especialmente relevante en este ámbito es el Diccionario temático del cine (Madrid, Cátedra, 2004) donde se compilan las películas sobre temas sociales, personales, ciudadanos, ideológicos, etc.

Una segunda línea de trabajo ha sido las relaciones entre literatura y cine, en particular el análisis estético e histórico de los procesos de adaptación de novelas y obras de teatro a la pantalla. Además del libro de referencia –muy consultado en cursos universitarios- De la literatura al cine. Teoría y análisis de la adaptación (Barcelona, Paidós, 2000) ha publicado diversos artículos y capítulos de libros como Un modelo teórico-práctico de análisis de adaptación cinematográfica de textos teatrale” en J.A. Ríos Carratalá / John D. Sanderson (comp., 1999), Relaciones entre el cine y la literatura: el teatro en el cine, Universidad de Alicante, y Indagación desmitificadora del primado estético de la literatura frente al cine en Norberto Mínguez Arranz (comp.), Literatura española y cine (Madrid, Editorial Complutense, 2002). Sobre esta temática ha impartido numerosas conferencias en distintas universidades españolas (Salamanca, Alicante, Santiago de Compostela, Málaga, Córdoba, etc.) y participa en la maestría de Guion de Ficción para Cine y Televisión (Universidad Pontificia de Salamanca).

### Libros individuales
- El secreto de los espejos en el cine, San José de Costa Rica, Editorial Universidad de Costa Rica, 2024, 138 pp., ISBN: 978-9968-02-170-8
- La pantalla plateada. Ensayo sobre los espejos en el cine, León, Eolas & Menoslobos, 2022, 159 pp., ISBN: 978–84–19453–24–2
- Icíar Bollaín, Madrid, Cátedra, 2021, 448 pp., ISBN 978-84-376-4203-1
- Historia del Cine. Teorías, estéticas, géneros, Madrid, Alianza Editorial, 2018, 698 pp., ISBN 978-84-9181-203-6
- Universo Almodóvar. Estética de la pasión en un cineasta posmoderno, Madrid, Alianza Editorial, 2017, 480 pp., ISBN 978-84-9104-868-8
- Cine y fotografía contemporáneos. Mirar para comprender, Madrid, Art Duomo Global, 2016, 96 pp. ISBN 978-84-617-4621-7
- Mario Camus, oficio de director, Santander, Valnera, 2007, 230 pp., ISBN 978-84-935447-2-0
- Diccionario temático del cine, Madrid, Cátedra, 2004, 612 pp., ISBN 84-376-2191-7
- Historia del Cine (Teoría y géneros cinematográficos, fotografía y televisión), 2.ª edición corregida y aumentada, Prólogo de Román Gubern, Alianza, Madrid, 2006, 760 pp. ISBN 978-84-206-7691-3; ISBN 84-206-7691-8 1.ª reimpresión: 2010.
- De la literatura al cine. Teoría y práctica de la adaptación, Barcelona, Paidos, 2000, 238 pp., con prólogo de Jorge Urrutia, catedrático de Literatura, Universidad Carlos III de Madrid.
- Obras maestras del cine negro, Mensajero, Bilbao, 1998, 292 pp. ISBN 84-271-2203-9 Segunda edición: Mensajero, Bilbao, 2003.
- Mario Camus, Cátedra, Madrid, 1998, 424 pp., ISBN 84-376-1641-7
- Comunicación, poder y cultura, Nossa y Jara editores, Madrid, 1998, 191 pp., ISBN 84-87169-98-8, con prólogo de Juan Benavides, catedrático de Ciencias de la Información, U. Complutense.
- Crítica de la seducción mediática. Comunicación y cultura de masas en la opulencia informativa, Tecnos, Madrid, 1997, 473 pp., ISBN 84-309-2971-1 Segunda edición actualizada: Tecnos, Madrid, 2002, 545 pp. ISBN 84-309-3748-X
- Desde que los Lumière filmaron a los obreros. El mundo del trabajo en el cine, Nossa y Jara, Madrid, 1996, 400 pp. ISBN 84-87169-84-8, con prólogo de Antonio Lara, catedrático de Comunicación Audiovisual, UCM.
- Cine para ver en casa, Nossa y Jara, Madrid, 1996, 339 pp. ISBN 84-87169-85-6, con prólogo de Bernardino M. Hernando, profesor titular de la Facultad de CC. de la Información, Universidad Complutense (en colaboración con Francisco Moreno).
- Fábricas de la memoria (Introducción crítica al cine), San Pablo, Madrid, 1996, 127 pp. ISBN 84-285-1904-8
- Industrias de la conciencia y cultura de la satisfacción, Madrid, Ediciones HOAC (prólogo de Lorenzo Gomis, catedrático de la Universidad Autónoma de Barcelona), 84 pp. ISBN 84-85121-55-4
- Cine en Cantabria, Santander, Santander, Ediciones Tantín, 1994, 120 pp., ISBN 84-89013-51-9
- La mirada oblicua. Materiales para reflexionar la vida cotidiana, Madrid, Madre Tierra, 1993, 200 pp., ISBN 84-87169-53-8

### Libros como editor/coordinador
- Resistencias y disidencias en el cine español: el compromiso con la realidad (coeditor: Ernesto Pérez Morán), Madrid, Ediciones Complutense,  2021, ISBN 978-84-669-3738-2
- La contribución de José Neches al documental agrario español del franquismo (1945-1976), Valencia, Tirant Lo Blanch,  2021, 259 pp. ISBN 978-84-18656-54-5.
- El cine español en la era digital: emergencias y encrucijadas, Barcelona, Laertes, 2020, 493 pp.; ISBN 978-84-18292-13-2
- Imaginarios y figuras en el cine de la postransición, Barcelona, Laertes, 2019, 297 pp.; ISBN 978-84-16783-71-7
- Manuel Gutiérrez Aragón. Mitos, Religiones y Héroes (Marion Le Corre-Carrasco, Philippe Merlo-Morat, José Luis Sánchez Noriega (eds.), Lyon, Grimh,  2019, 175 pp.; ISBN 978-2-86272-715-8
- Trayectorias, ciclos y miradas del cine español (1982-1998), Barcelona, Laertes, 2017, 509 pp.; ISBN 978-84-16783-27-4
- Filmando el cambio social. Las películas de la Transición, Barcelona, Laertes, 2014, 360 pp.; ISBN 978-84-7584-958-4
- Historia del cine en películas, 1970-1979, Bilbao, Mensajero, 2011, 586 pp.; ISBN 978-84-271-3294-8
- Historia del cine en películas, 1980-1989, Bilbao, Mensajero, 2009, 599 pp.; ISBN 978-84-271-3019-7
- Comillas por escrito. Antología de textos sobre la villa cántabra, Valnera, Santander, 2008, 271 pp., ISBN 978-84-936813-1-9
- Los lenguajes de las pantallas: del cine al ordenador, Madrid, Ministerio de Educación y Ciencia (Instituto Superior de Formación del Profesorado), 2007, 188 pp., ISBN 978-84-369-4520-1
- Historia del Cine en películas, 1990-1999, Bilbao, Mensajero, 2007, 547 pp.; ISBN 978-84-271-2893-4
- Cine para leer, Mensajero, Bilbao, 2 volúmenes anuales 2005-2018.

### Capítulos de libros (selección)
- “Imaginarios de Hollywood errante” en VV.AA., Mad about Hollywood, Madrid, Consejería de Cultura, Turismo y Deporte, 2018, pp. 151-162; ISBN 978-84-451-3720-8.
- “La ausencia de palabra y música en el cine minimalista en español del siglo XXI”, en Julio Arce y Teresa Fraile (eds.), Música y medios audiovisuales: análisis, investigación y nuevas propuestas didácticas. Vol. I, Alicante, Letra de Palo, 2017, pp. 131-144, ISBN 978-84-15794-48-6.
- “El cuentista Auggie Wren exhala humo y fábulas en Smoke”, en Pedro Sangro y Miguel Ángel Huerta (eds.), Escenas de cine. Guion y análisis. Madrid, Arkadin Ediciones, 2017, pp. 135-158, ISBN 978-84-944307-2-5.
- “Mujeres, historia y política en las cárceles del cine español”, en José Antonio Planes Pedreño y José Francisco Montero (eds.), Cine entre rejas, pp. 379-410 y 444-445, 450-451., Vitoria-Gasteiz, San Soleil Ediciones, 2017, ISBN 978-84-947354-0-0.
- “Sobre el caligarismo y el cine expresionista alemán” en Pilar Aumente Rivas y Miguel Ángel Chaves Martín (coord.), Estudios de arte y cultura visual, Madrid, Icono 14, 2016, pp. 401-429. ISBN 978-84-15816-08-9.
- “Madrid. De la españolada desarrollista al cosmopolitismo de la movida” en Francisco García Gómez y Gonzalo M. Pavés (coords.), Ciudades de cine, Madrid, Cátedra, 2014, pp. 207-226. ISBN 978-84-376-3288-9.
- “Crónica cinematográfica, metacine e intertextualidad en el cine español contemporáneo” en Norberto Mínguez (ed.), Ficción y no ficción en los discursos creativos de la cultura española, Madrid/Frankfurt, Iberoamericana/Vervuert, 2013, pp. 129-151. ISBN 978-84-8489-761-3 y 978-3-95487-313-5.
- "Mario Camus: 'Los santos inocentes' (1984)" en Ralf Junkerjürgen (ed.), Spanische Filme des 20. Jahrhunderts in Einzeldarstellungen, Berlín, Erich Schmidt Verlag, 2012, pp. 215-233. ISBN 978-3-503-12201-1
- “Los santos inocentes: cuerpo a los personajes, sonoridad a las palabras”, en Pedro Sangro Colón y Miguel Ángel Huerta (eds.), Diez guiones con historia, Madrid, Arkadin, 2011, pp. 123-144; ISBN 978-84-938555-3-6
- “El manantial, una apología del individualismo norteamericano”, en Coro Rubio Pobes (ed.), La historia a través del cine. Estados Unidos: una mirada a su imaginario colectivo, Bilbao, Universidad del País Vasco / Instituto de Historia Social Valentín de Foronda, 2010, pp. 111-124, ISBN 978-84-9860-471-9
- ‘‘Del videoclip a las trayectorias del audiovisual neobarroco’‘, en José Antonio Pérez Bowie (ed.), Reescrituras fílmicas: nuevos territorios de la adaptación, Salamanca, Ediciones Universidad de Salamanca, 2010, pp. 319-336, ISBN 978-84-7800-170-5
- ‘‘Itineraris per transitar pel cinema de Portabella’‘ en Magdalena Aguiló Victory (ed.), Miró // Portabella. Poètica i transgressió, Palma de Mallorca, Fundació Pilar i Joan Miró, 2010, pp. 48-61, ISBN 978-84-95267-09-02
- Mujer, identidad y deseo en el cine de Pedro Almodóvar, en Pedro Sangro y Juan F. Plaza (eds.), La representación de las mujeres en el cine y la televisión contemporáneos, Barcelona, Laertes, 2010, pp. 59-78, ISBN 978-84-7584-678-1
- Raíces y supervivencia del cine español en el exilio en Jaime Brihuega (ed.), Después de la alambrada. El arte español en el exilio 1939-1960, Madrid, SECC, Universidades de Zaragoza, Córdoba y Valencia, Museo Extremeño e Iberoamericano de Arte Contemporáneo, 2009, pp. 324-335, ISBN 978-84-92827-03-9
- Entre el espectáculo y la cultura: el negocio del cine en Virgilio Tortosa (ed.), Mercado y consumo de ideas. De industria a negocio cultural, Madrid, Biblioteca Nueva / Instituto Gil Albert, 2009, pp. 204-223, ISBN 978-84-9742-927-6
- De la «película histórica» al cine de la memoria en Gloria Camarero, Beatriz de las Heras y Vanessa de la Cruz (eds.), Una ventana indiscreta. La Historia desde el cine, Madrid, Ediciones JC y Universidad Carlos III, 2008, pp. 87-95, ISBN 978-84-95121-47-9
- La femme fatale a la caza del detective en Alex Martín Escribá y Javier Sánchez Zapatero (coord.), Informe confidencial. La figura del detective en el género negro, Valladolid, Difácil, 2007, pp. 185-202, ISBN 978-84-935015-7-0
- Veintinueve reflexiones sobre las adaptaciones literarias para uso de guionistas en Miguel Ángel Huerta Floriano y Pedro Sangro Colón (Eds.), Guion de ficción en cine, Salamanca, Universidad Pontificia de Salamanca, 2006, págs. 53-70, ISBN 84-7299-689-1
- El idealista caballero andante en Crimea. Notas sobre la estética y recepción del Quijote de Grigoriy Kózintsev en Jaime Brihuega y Alcaén Sánchez (comp.), Memoria rusa de España. Alberto y el Quijote de Kózintsev, Madrid, SECC, Empresa Pública Don Quijote de La Mancha 2005 y Fundación Rafael Botí, 2005, págs. 85-102, ISBN 84-96411-00-1
- Momentos significativos del cine histórico español. Hipótesis de trabajo sobre Cine e Historia, Alfonso del Amo y otros, Apuntes sobre las relaciones entre el cine y la historia (El caso español), Salamanca, Junta de Castilla y León, 2004, pp. 111-122, ISBN 84-9718-285-5
- Trabajo precario y supervivencia en el cine actual en Rafael Díaz-Salazar (comp.), Trabajadores precarios. El proletariado del siglo XXI, Madrid, Ediciones HOAC, 2003, pp. 51-63. ISBN 84-85121-84-8
- Tematizaciones y tratamientos en las representaciones fílmicas de los conflictos sociales en Gloria Camarero (comp.), La mirada que habla. Cine e ideologías, Madrid, Akal, 2002, pp. 79-88. ISBN 84-460-1996-5
- La violencia en el cine: de la representación de conflictos a la estetización fascinante en Olga Barrios (comp.), Realidad y representación de la violencia, Salamanca, Ediciones Universidad de Salamanca, 2002, pp. 207-221. ISBN 84-7800-810-1

## Artículos en la red
- "Sustratos de hierofanías, arquetipos y rituales en el cine de M. Gutiérrez Aragón", Fotocinema. Revista Científica De Cine Y Fotografía, 23, 159-177. ISSN 2172-0150.
- "Viajes transformadores de personajes en el cine de Icíar Bollaín”, Quintana: revista do Departamento de Historia da Arte, 20 (2021). ISSNe: 2340-0005.
- "De la utopía al desencanto del 92 en el cine español”, Área Abierta. Revista de comunicación audiovisual y publicitaria Vol. 19, Núm. 1 (2019) pp. 13-25; ISSN: 2530-7592 ISSNe: 1578-8393.
- “La casa Malaparte: espacio fílmico y arquitectura de autor”, Arte, individuo y sociedad (Universidad Complutense de Madrid), vol. 29 (3), 2017, pp. 463-481. ISSN 1131-5598.
- “La prisión, espacio cinematográfico y lugar de memoria en el cine español”, Cuadernos de Historia Contemporánea, vol. 38, año 2016, pp. 303-323. ISSN 0214-400X.
- “La dialéctica realidad / fabulación en el discurso fílmico de Gutiérrez Aragón”, Área Abierta, Vol. 15, n.º 3, noviembre de 2015, pp. 33-43. ISSN 1578-8393.
- "Construcciones fílmicas de personajes históricos en el cine español (2000-2010)", Comunicación y Sociedad, vo. XXV, n.º 2, 2012, pp. 57-84. ISSN 0214-0039
- “Vindicación de la historia y la cultura democráticas en las biografías del cine español (2000-2010)”, Cuadernos de Historia Contemporánea (Universidad Complutense de Madrid), vol. 34, año 2012, pp. 251-275. ISSN 0214-400X
- "Compromiso y creatividad artística en el realismo de Montxo Armendáriz" (enlace roto disponible en Internet Archive; véase el historial, la primera versión y la última)., Ámbitos. Revista Internacional de Comunicación (Universidad de Sevilla), n.º 21, año 2012, pp. 185-206. ISSN 1988-5733
- “De los literatos descontentos a los escritores-cineastas y los relatos fílmico-literarios”, ARBOR, Ciencia, Pensamiento y Cultura, CLXXXVI 741, enero-febrero (2010), pp. 5-23, ISSN 0210-1963.
- “Parábolas del poder desde la Casa Blanca. La presidencia norteamericana en el cine contemporáneo”, La Torre del Virrey. Revista de estudios culturales, 179, 2010/1, pp. 26-38. ISSN 1885-7353.
- “La cultura psicoanalítica en el cine negro americano” (enlace roto disponible en Internet Archive; véase el historial, la primera versión y la última)., Revista Medicina y Cine (Universidad de Salamanca), Vol. 4, n.º 4, diciembre de 2008, pp. 27-34. ISSN 1885-5210.
- “Películas a golpe de ratón. Una exploración sobre el cine comprimido en la Red”, Telos. Cuadernos de comunicación, tecnología y sociedad (Madrid, Fundación Telefónica), n.º 64, segunda época, julio-septiembre de 2005, pp. 33-40. ISSN 0213-084X.
- “Rituales de seducción en la neotelevisión” en I Jornadas sobre Televisión (Instituto de Cultura y Tecnologías “Miguel de Unamuno”, Universidad Carlos III de Madrid, 1999).
- “Filmografía y bibliografía del cine negro americano (1930-1960)”, Revista Latina de Comunicación Social (Universidad de La Laguna, Tenerife), n.º 24, diciembre de 1999.
- "El verdadero poder de los medios de masas", Revista Latina de Comunicación Social (Universidad de La Laguna, Tenerife), n.º 13, enero de 1999.

## Audiovisuales y entrevistas
- https://www.youtube.com/watch?v=VzxalczjYe8&t=2s (Conferencia Pantallas, ventanas y espejos: del otro yo al retrato del alma - VIII Congreso Internacional Comunicación y Pensamiento)
- https://www.youtube.com/watch?v=DdRft2YKtPc&t=908s (Conferencia Artes y cine para un Bicentenario - Museo del Prado)
- https://www.youtube.com/watch?v=L1glljj3Quk&t=171s (Entrevista sobre Universo Almodóvar)
- http://www.razonypalabra.org.mx/N/N91/Entrevista/01_Haye_E91.pdf (Revista "Razón y Palabra" - México)
- https://www.youtube.com/watch?v=Gxrio106_Ds (Centenario de Charlot)
- http://www.youtube.com/watch?v=fr-UN3WaI5s (TCM y el cine de autor)
- http://www.youtube.com/watch?v=BVyJRMOVuXY (entrevista)
- http://www.youtube.com/watch?v=hTYsAQWXEgw (entrevista)
- http://www.youtube.com/watch?v=5wyxjRQSGMo (Presentación del libro de Gérard Imbert Cine e imaginarios sociales) 1/2
- http://www.youtube.com/watch?v=og4GjyUJXvA (Presentación del libro de Gérard Imbert Cine e imaginarios sociales) 2/2
- https://www.youtube.com/watch?v=6S96fNAPxyI (Congreso Novela y Cine Negro)